# جامعة مونتريال
جامعة مونتريال هي جامعة عامة في كندا، تأسست عام 1878. تقع في مدينة مونتريال.

## الكليات
- كلية الفنون والعلوم
- كلية التعليم المستمر
- كلية طب الأسنان
- كلية التربية
- كلية التصميم البيئي
- كلية الدراسات العليا
- كلية القانون
- كلية الطب
- كلية الموسيقى
- كلية التمريض
- كلية الصيدلة
- كلية الإلهيات والدراسات الدينية
- كلية الطب البيطري
- مدرسة فحص البصر
- قسم حركات الجسم
- كلية الهندسة (تحت اسم Ecole polytechnique de Montréal)
- كلية الاقتصاد وإدارة الأعمال (تحت اسم HEC Montréal)

## إحصائيات
يبلغ عدد طلاب الجامعة 55540 طالب، منهم 14485 طالب دراسات عليا.

## وصلات خارجية
- الموقع الرسمي (بالفرنسية)